# عبري ليدر
عبري ليدر (بالعبرية: עברי לידר‏) (و. 1974  م) هو مغني، وملحن، وعازف بيانو، ومغن مؤلف إسرائيلي، يستخدم آلات قيثارة، وبيانو.

## جوائز
حصل على جوائز منها:
- جائزة جمعية المؤلفين والملحنين وناشري الموسيقى في إسرائيل  [لغات أخرى]‏
- Ophir Award for Best Original Music  [لغات أخرى]‏.

## وصلات خارجية
- عبري ليدر على موقع IMDb (الإنجليزية)
- عبري ليدر على موقع ألو سيني (الفرنسية)
- عبري ليدر على موقع ميوزك برينز (الإنجليزية)
- عبري ليدر على موقع أول موفي (الإنجليزية)
- عبري ليدر على موقع قاعدة بيانات الأفلام السويدية (السويدية)
- عبري ليدر على موقع ديسكوغز (الإنجليزية)
- عبري ليدر على موقع قاعدة بيانات الفيلم (الإنجليزية)
- عبري ليدر على موقع كينوبويسك (الروسية)